# Museu Nacional del Sudan

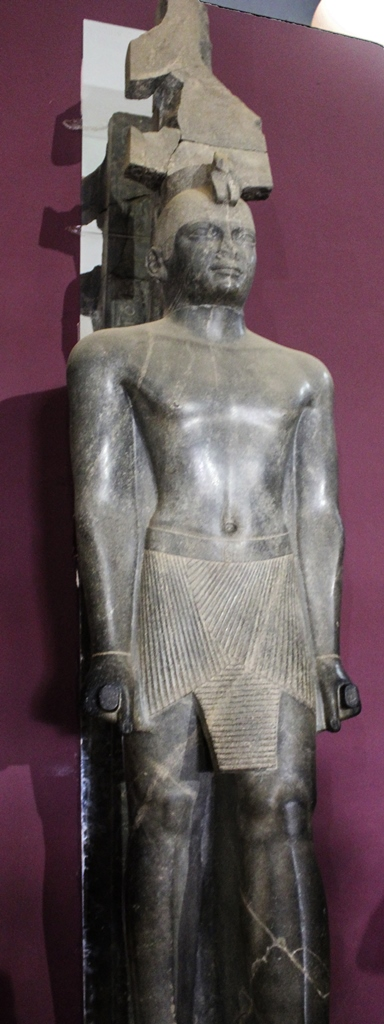
Estàtua del faraó Taharqo

El Museu Nacional del Sudan (àrab: متحف السودان القومي, Matḥaf as-Sūdān al-Qawmī) és el museu principal del Sudan, situat a l'avinguda El Neel a Khartum. L'edifici, de dues plantes, construït el 1955, es va establir com Museu Nacional del Sudan l'any 1971. Acull la col·lecció arqueològica més important del país i abasta períodes de la història del Sudan com el Paleolític, el Mesolític, el Neolític, el grup A, el grup C, Kerma, el Regne Mitjà d'Egipte, l'Imperi Nou d'Egipte, Napata, Mèroe, Ballana i Makuria.

## Seccions del museu
- Sala principal, a la planta baixa.
- Galeria, a la primera planta.
- Jardins, amb el museu a l'aire lliure.
- Avinguda monumental.

### Planta baixa
Les col·leccions són ordenades cronològicament i segons el sentit de les agulles del rellotge. Els principals objectes són:
- Estàtua del faraó Taharqa de quatre metres d'altura situada enfront de l'entrada principal donant la benvinguda als visitants del museu.
- Terrissa neolítica.
- Figura de la deessa nana Beset de cames arquejades. A la seva mà esquerra de tres dits porta una serp indicant el control sobre les forces hostils.
- Les etapes de Napata i Mèroe del Regne de Cuix la dinastia XXV d'Egipte inclosa: Una estàtua de granit del rei Aspelta, l'estàtua d'un rei-arquer meroític desconegut i artefactes dels jaciments arqueològics de Mèroe, Massawarat i Naqa.

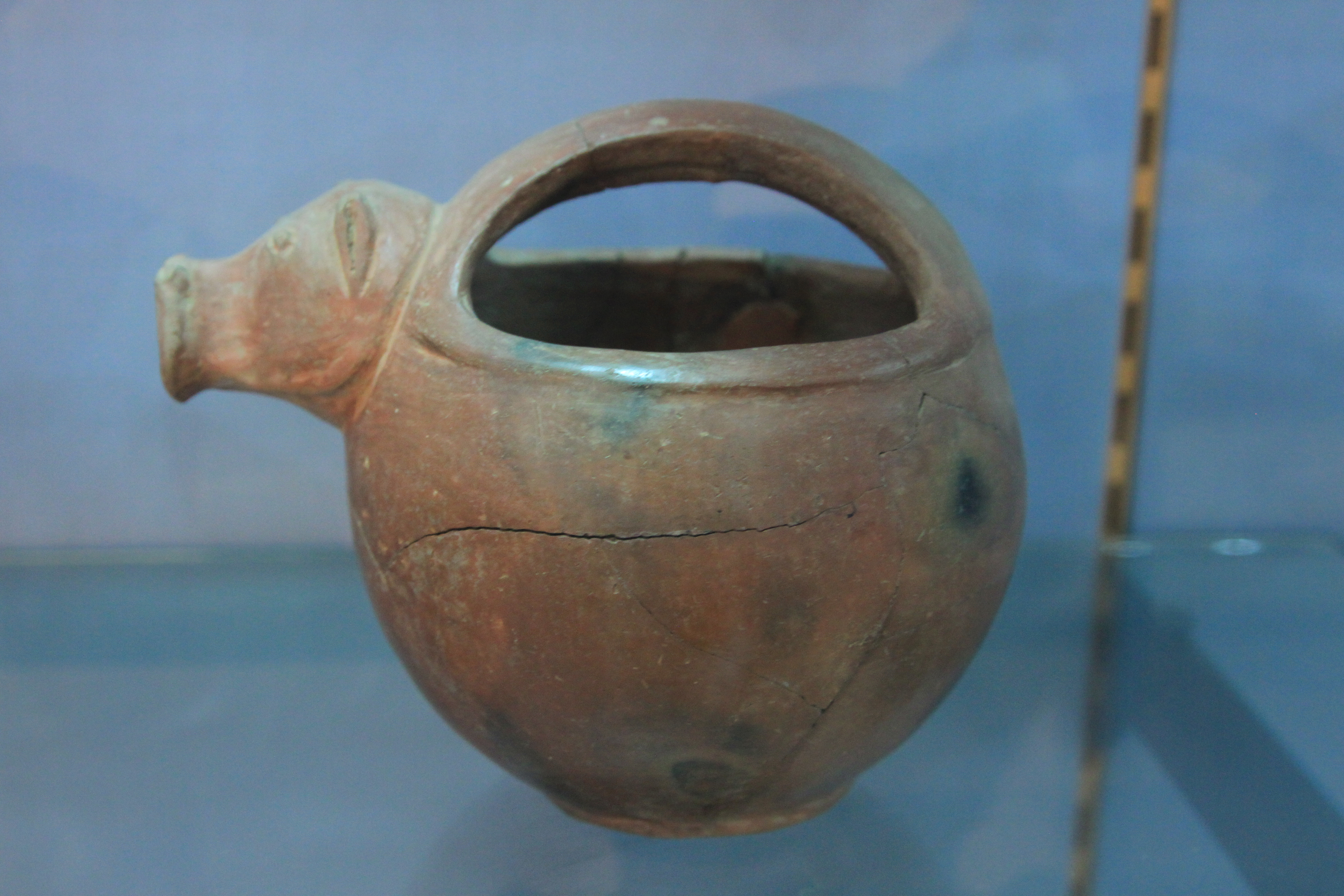
Cultura de Kerma. Bec de gerra en forma de cap d'hipopòtam
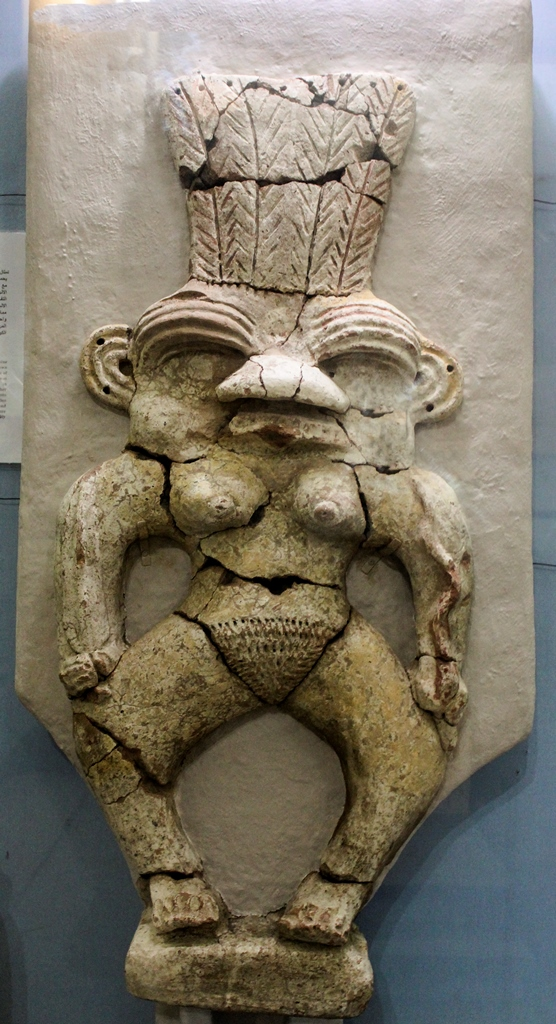
El dimoni Beset
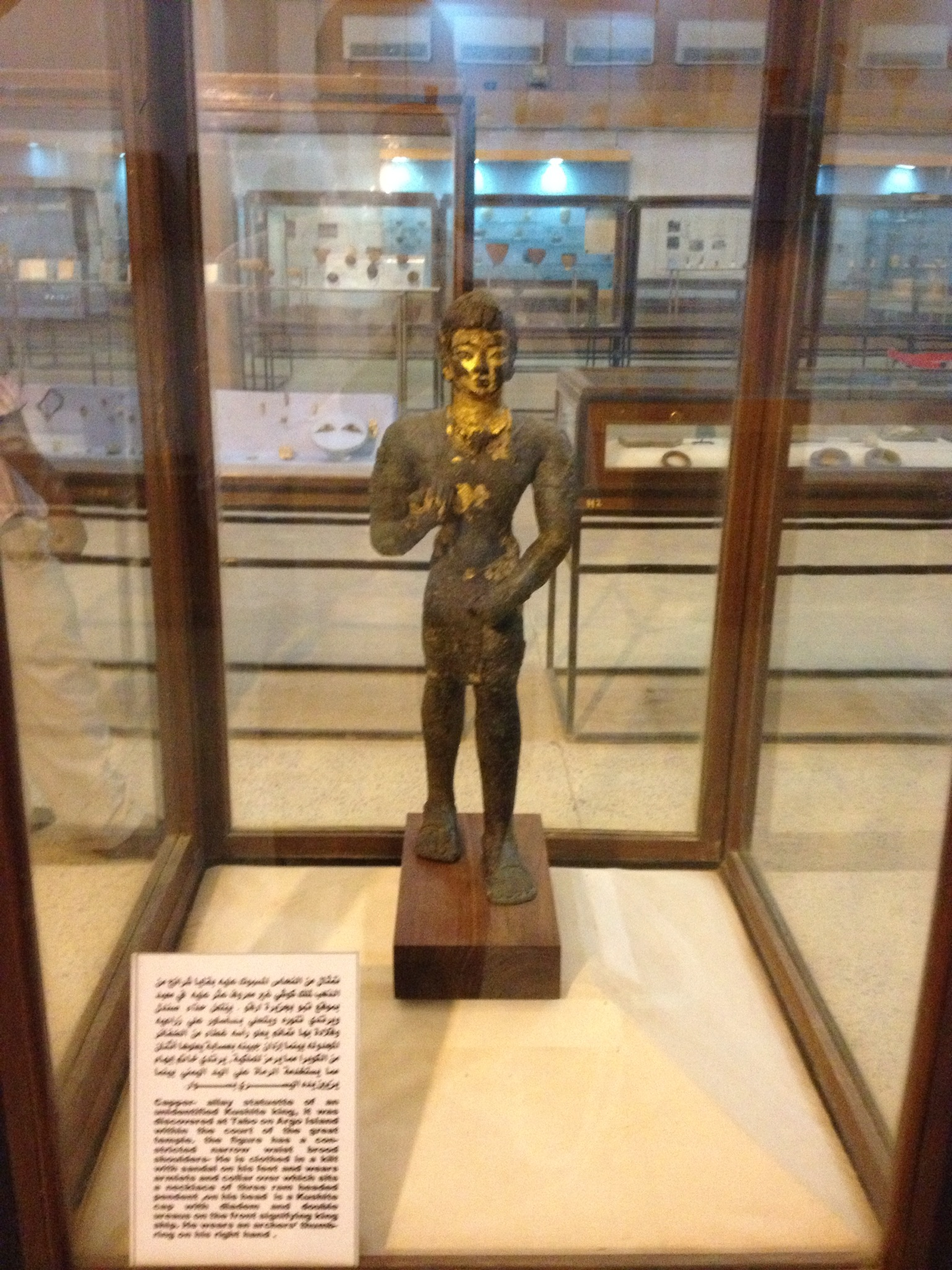
Estàtua d'un rei-arquer meroític
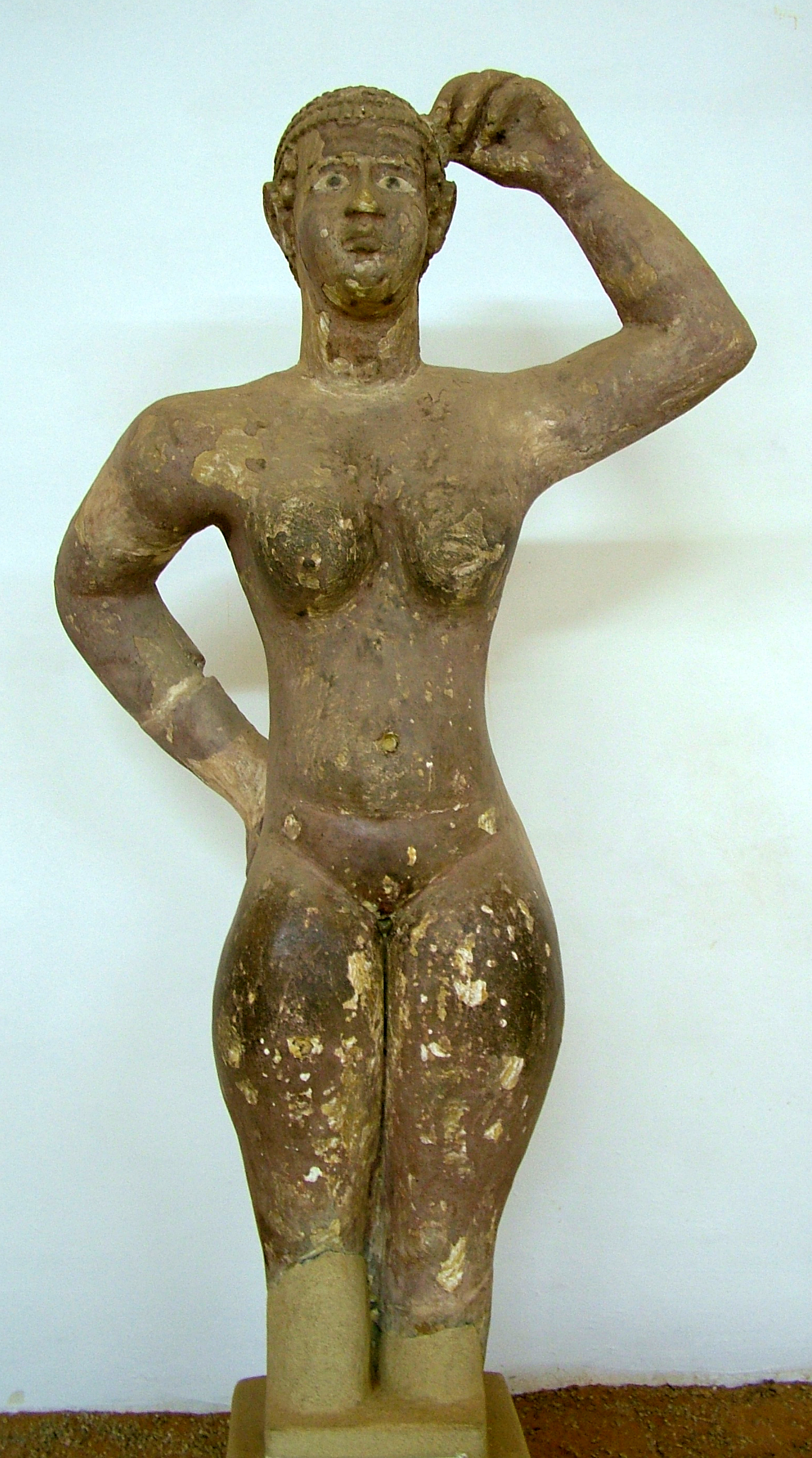
Figura tallada de gres amb braç de l'esquerra elevat

### Primera planta
En aquesta planta es troba la pintura mural nubiana cristiana de la catedral de Faras rescatada del llac Nasser.

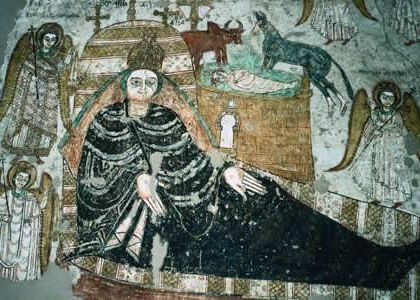
Frescos de la catedral
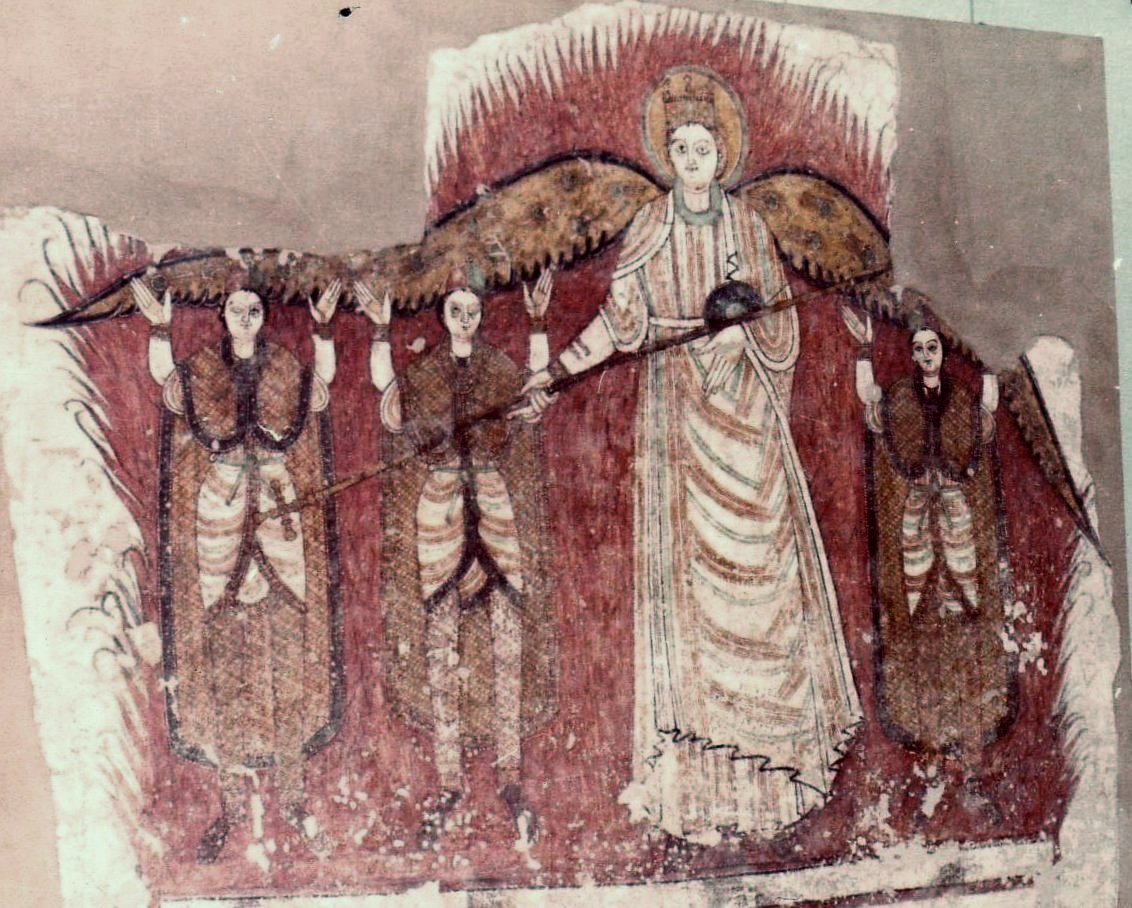
de Faras

### Els jardins del museu

#### Els temples rescatats del llac Nasser
Durant la campanya de rescat de la UNESCO per salvar monuments arqueològics de les aigües del llac Nasser alguns temples són reubicats al jardí al voltant d'una via artficial d'aigua representant el Nil:
- El temple de Ramsès II dedicat a Amon de Aksha
- El temple de Hatxepsut de Buhen
- El temple de Tuthmosis III dedicat a Khnum de Kumma
- La tumba del príncep nubià Djehuti-hotep de Dibeira
- El temple de Dedwen i Senusret III de Semna
- Les columnes de la catedral de Faras

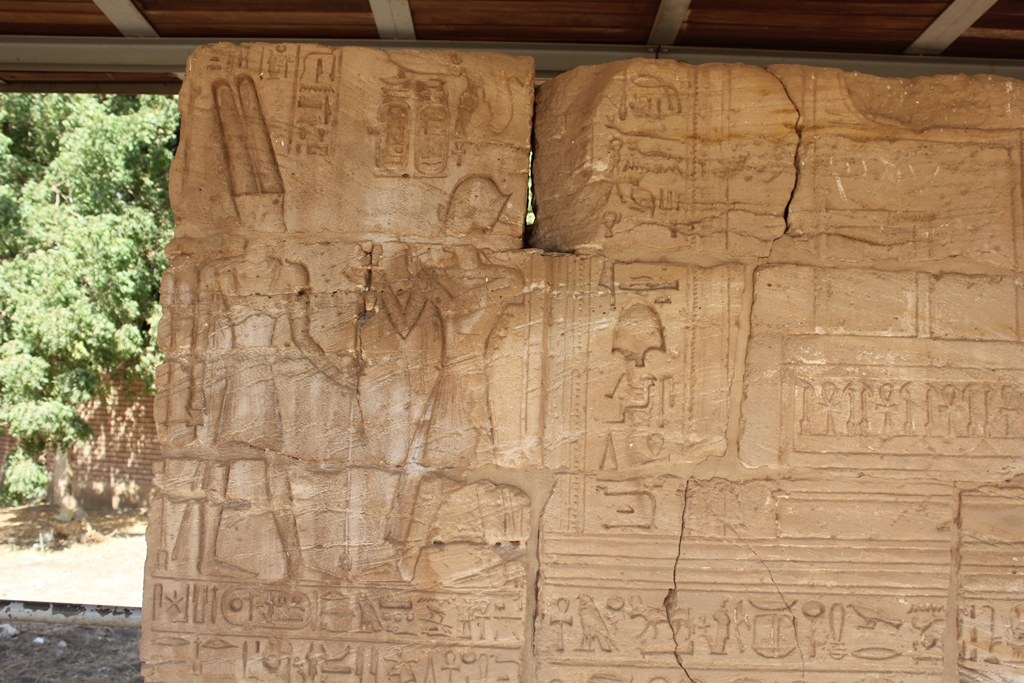
Temple d'Aksha: El faraó adorant Amon
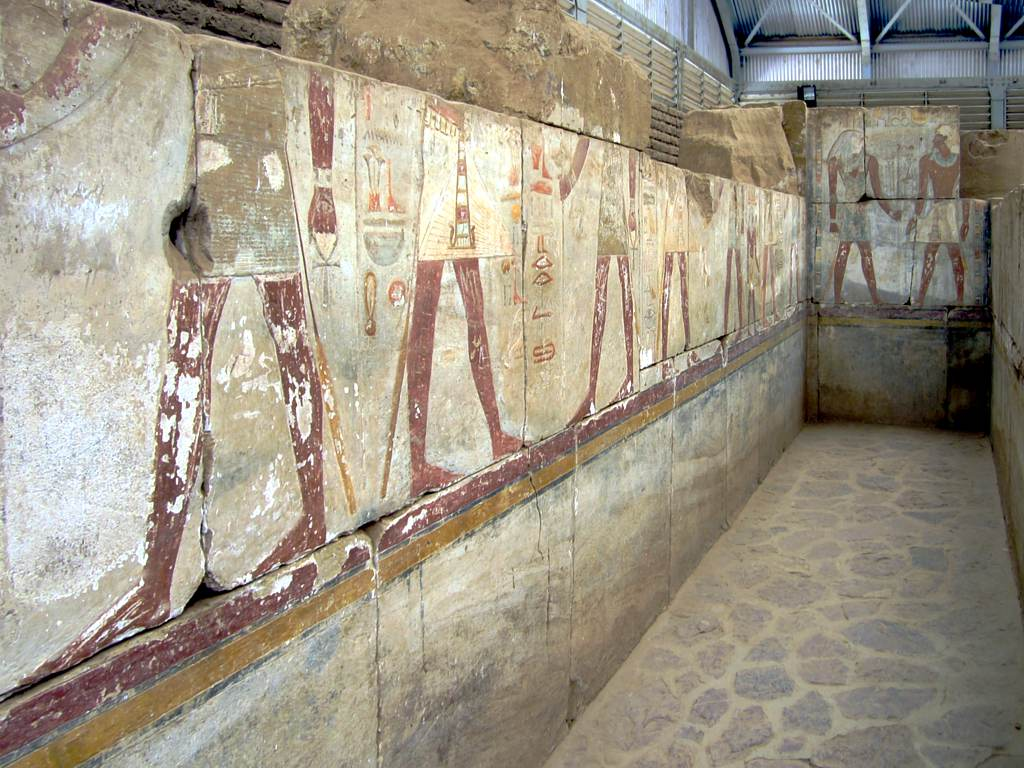
Temple de Buhen
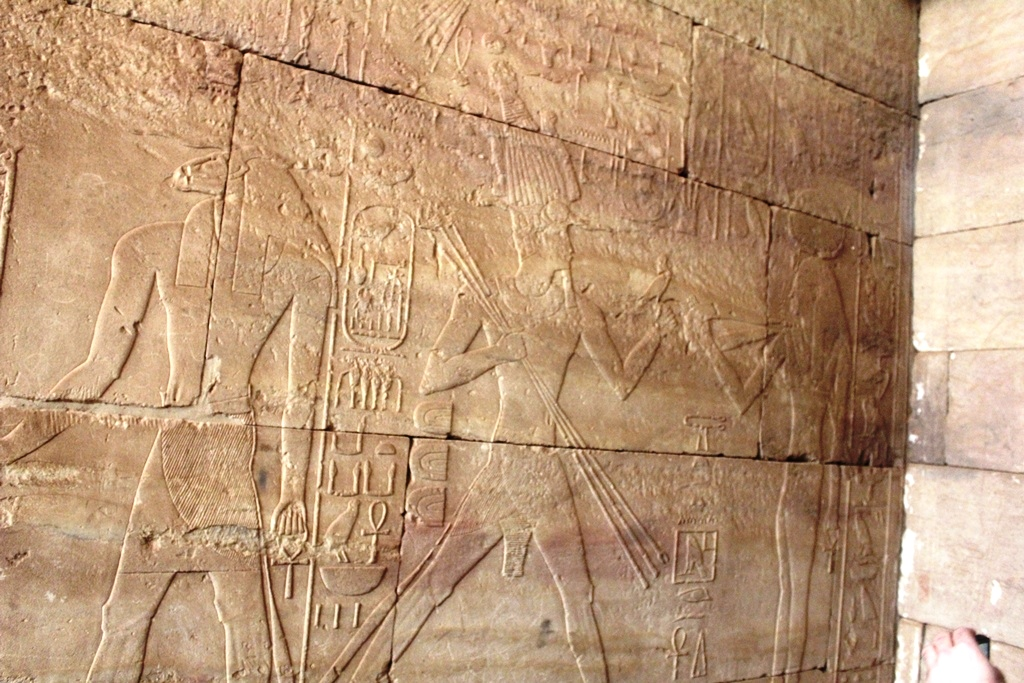
Temple de Kumma: Khnum amb cap de carner (a l'esquerra). Tuthmosis III (al centre) es dirigeix cap a Hathor (a la dreta)
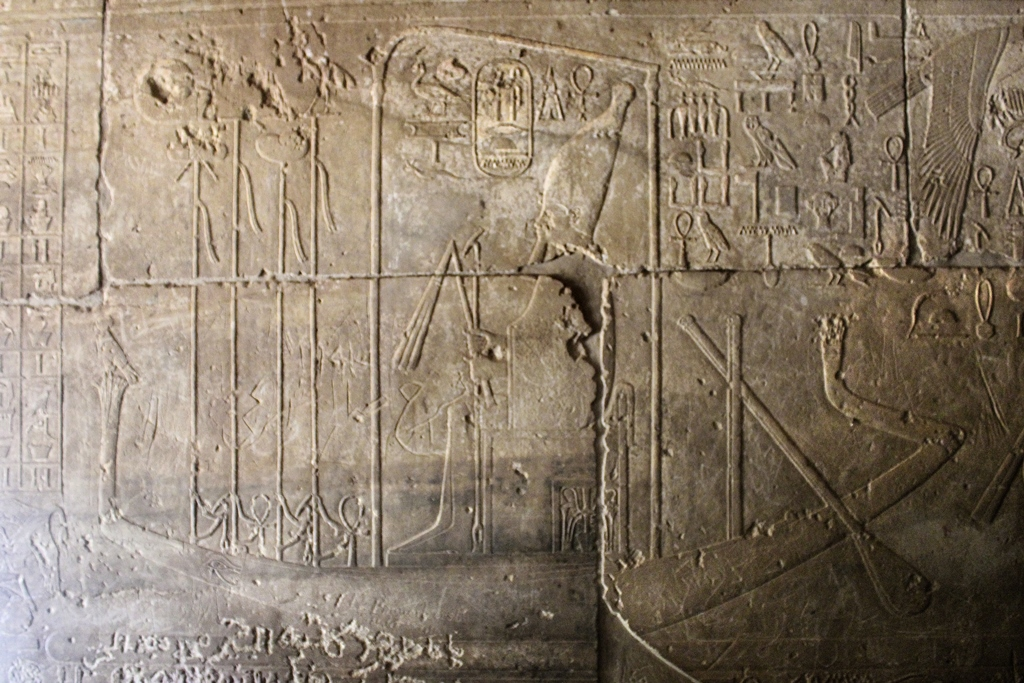
Temple de Semna: Gravat d'una efigie de Senusret III viatjant en un vaixell

#### Altres objectes

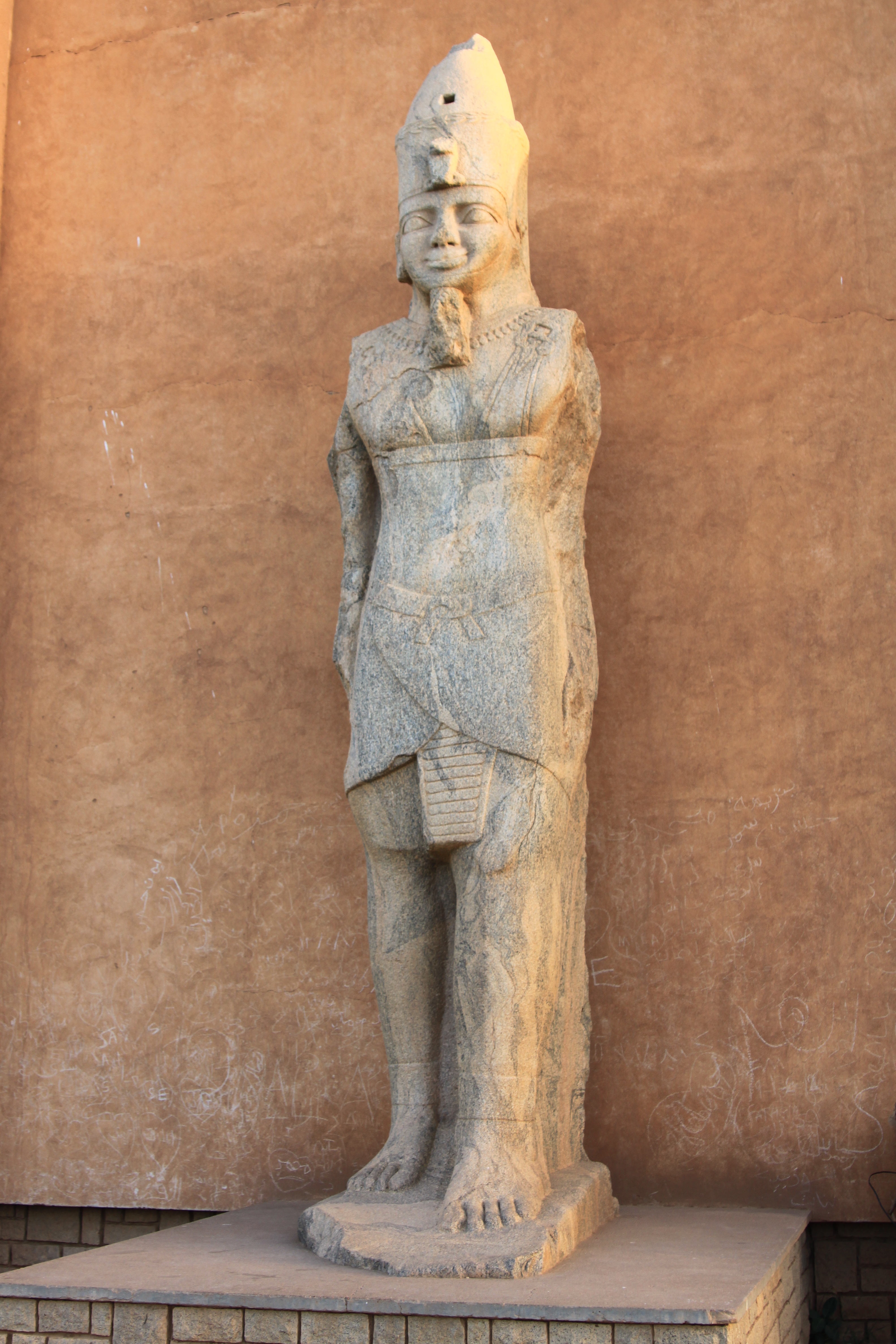
Un colós de Tabo

- 2 escultures de granotes meroítiques de 60 cm d'altura representant la deessa de l'aigua Heket.
- 2 colossos de Tabo.

### L'avinguda monumental
L'avinguda comunicant el pàrquing amb l'entrada principal del museu es troba flanquejada per 2 carners i 6 lleons caníbals. Aquests últims representen el déu-lleó Apedemak.

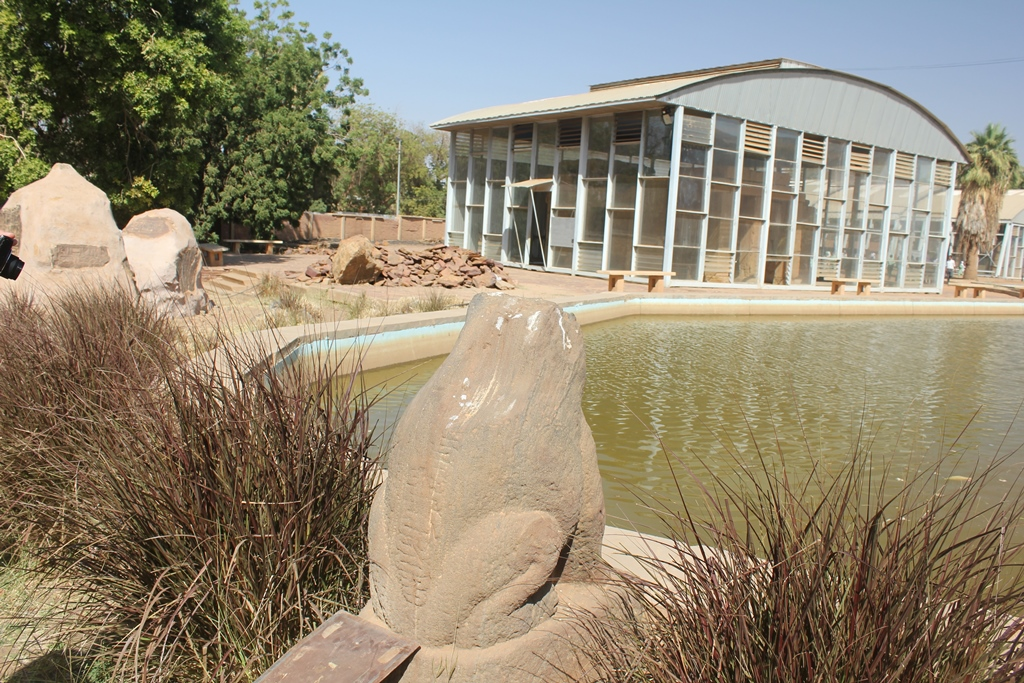
Escultura d'una granota
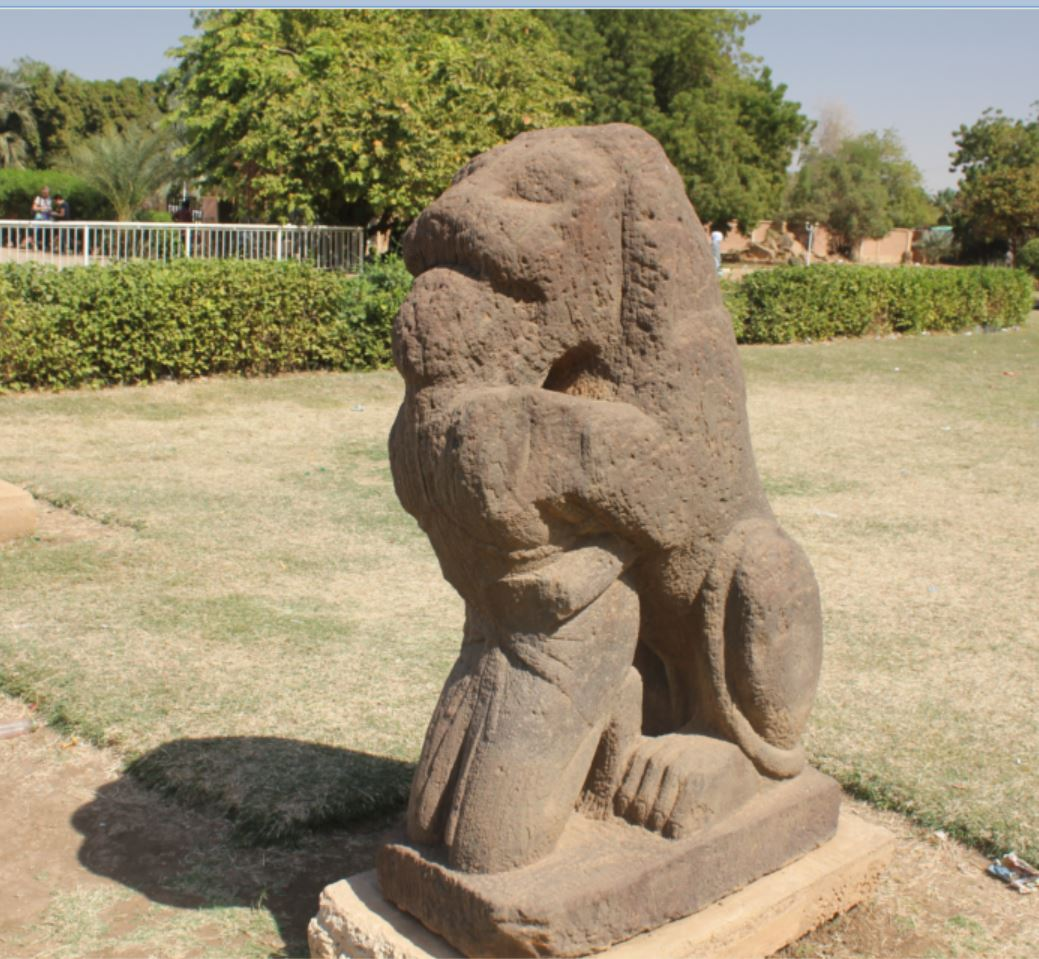
Lleó caníbal